# Briou
Briou es una comuna francesa situada en el departamento de Loir y Cher, en la región de Centro-Valle del Loira.

## Demografía
| 99 | 110 | 101 | 104 | 111 | 101 | 145 |
| Para los censos de 1962 a 1999 la población legal corresponde a la población sin duplicidades (Fuente: INSEE [Consultar]) |     |     |     |     |     |     |